# Promozione Toscana 1990-1991
Nella stagione 1990-1991 la Promozione era sesto livello del calcio italiano (il massimo livello regionale). Qui vi sono le statistiche relative al campionato in Toscana.
Il campionato è strutturato in vari gironi all'italiana su base regionale, gestiti dai Comitati Regionali di competenza. Promozioni alla categoria superiore e retrocessioni in quella inferiore non erano sempre omogenee; erano quantificate all'inizio del campionato dal Comitato Regionale secondo le direttive stabilite dalla Lega Nazionale Dilettanti, ma flessibili, in relazione al numero delle società retrocesse dal Campionato Interregionale e perciò, a seconda delle varie situazioni regionali, la fine del campionato poteva avere degli spareggi sia di promozione che di retrocessione.

## Girone A

### Squadre partecipanti
| Squadra                   | Città                          |
| ------------------------- | ------------------------------ |
| U.S. Aullese Lunigiana    | Aulla (MS)                     |
| U.S. Borgo a Buggiano     | Borgo a Buggiano (PT)          |
| A.C. Calenzano            | Calenzano (FI)                 |
| U.S. Castelnuovo          | Castelnuovo di Garfagnana (LU) |
| S.C. Cerretese            | Cerreto Guidi (FI)             |
| Pol. Firenze Ovest        | Firenze (FI)                   |
| S.S. Folgor Marlia        | Capannori (LU)                 |
| U.S. Forte dei Marmi      | Forte dei Marmi (LU)           |
| A.S. Fortis Juventus 1909 | Borgo San Lorenzo (FI)         |
| U.S. Ghivizzano           | Coreglia Antelminelli (LU)     |
| U.S. Intercomunale Vinci  | Vinci (FI)                     |
| A.S. Lastrigiana          | Lastra a Signa (FI)            |
| U.S. Pietrasanta          | Pietrasanta (LU)               |
| U.S. Querceta             | Seravezza (LU)                 |
| A.C. Tau Altopascio       | Altopascio (LU)                |
| A.C. Torrelaghese         | Viareggio (LU)                 |

### Classifica finale
|  | Pos. | Squadra             | Pt | G  | V  | N  | P  | GF | GS | DR  |
|  | ---- | ------------------- | -- | -- | -- | -- | -- | -- | -- | --- |
|  | 1.   | Pietrasanta         | 46 | 30 | 18 | 10 | 2  | 49 | 14 | +35 |
|  | 2.   | Forte dei Marmi     | 41 | 30 | 15 | 11 | 4  | 34 | 17 | +17 |
|  | 3.   | Firenze Ovest       | 40 | 30 | 16 | 8  | 6  | 41 | 20 | +21 |
|  | 4.   | Castelnuovo         | 40 | 30 | 16 | 8  | 6  | 35 | 18 | +17 |
|  | 5.   | Fortis Juventus     | 35 | 30 | 13 | 9  | 8  | 24 | 17 | +7  |
|  | 6.   | Tau Altopascio      | 32 | 30 | 9  | 14 | 7  | 28 | 23 | +5  |
|  | 7.   | Borgo a Buggiano    | 32 | 30 | 11 | 10 | 9  | 28 | 23 | +5  |
|  | 8.   | Lastrigiana         | 30 | 30 | 13 | 4  | 13 | 32 | 43 | -11 |
|  | 9.   | Calenzano           | 28 | 30 | 9  | 10 | 11 | 25 | 27 | -2  |
|  | 10.  | Intercomunale Vinci | 27 | 30 | 8  | 11 | 11 | 22 | 22 | 0   |
|  | 11.  | Querceta            | 26 | 30 | 9  | 8  | 13 | 22 | 29 | -7  |
|  | 12.  | Aullese Lunigiana   | 25 | 30 | 8  | 9  | 13 | 23 | 24 | -1  |
|  | 13.  | Cerretese           | 25 | 30 | 7  | 11 | 12 | 17 | 28 | -11 |
|  | 14.  | Folgor Marlia       | 22 | 30 | 6  | 10 | 14 | 20 | 39 | -19 |
|  | 15.  | Torrelaghese        | 20 | 30 | 6  | 8  | 16 | 19 | 33 | -14 |
|  | 16.  | Ghivizzano (-1)     | 10 | 30 | 1  | 9  | 20 | 16 | 58 | -42 |

### Verdetti finali
- Pietrasanta ammesso alla finale, promosso in Interregionale dopo gli spareggi con Venturina e Sangiovannese.
- Le squadre dal 2º al 5º posto vengono ammesse all'Eccellenza.
- Ghivizzano retrocede in Prima Categoria.

## Girone B

### Squadre partecipanti
| Squadra               | Città                            |
| --------------------- | -------------------------------- |
| G.S. Armando Picchi   | Livorno (LI)                     |
| S.S. Argentario       | Porto Santo Stefano (GR)         |
| G.S. Butese           | Buti (PI)                        |
| A.S. Calzaturieri     | Santa Maria a Monte (PI)         |
| S.S. Castelfiorentino | Castelfiorentino (FI)            |
| U.S. Donoratico       | Donoratico (LI)                  |
| U.S. Fucecchio        | Fucecchio (FI)                   |
| U.S. Manciano         | Manciano (GR)                    |
| Pol. Nuova Grosseto   | Grosseto                         |
| U.S. Perignano        | Lari (Italia) (PI)               |
| U.S. Piombino         | Piombino (LI)                    |
| U.S. Sancascianese    | San Casciano in Val di Pesa (FI) |
| U.S. Sangimignanese   | San Gimignano (SI)               |
| S.S. Sextum           | Bientina (PI)                    |
| A.S. Tuttocuoio       | San Miniato (PI)                 |
| A.S. Venturina        | Venturina Terme (LI)             |

### Classifica finale
|  | Pos. | Squadra          | Pt | G  | V  | N  | P  | GF | GS | DR  |
|  | ---- | ---------------- | -- | -- | -- | -- | -- | -- | -- | --- |
|  | 1.   | Venturina        | 41 | 30 | 16 | 9  | 5  | 37 | 16 | +21 |
|  | 2.   | Perignano        | 41 | 30 | 16 | 9  | 5  | 40 | 15 | +25 |
|  | 3.   | Fucecchio        | 40 | 30 | 15 | 10 | 5  | 46 | 24 | +22 |
|  | 4.   | Armando Picchi   | 39 | 30 | 13 | 13 | 4  | 27 | 14 | +13 |
|  | 5.   | Calzaturieri     | 39 | 30 | 13 | 13 | 4  | 31 | 17 | +14 |
|  | 6.   | Piombino         | 35 | 30 | 13 | 9  | 8  | 32 | 18 | +14 |
|  | 7.   | Castelfiorentino | 34 | 30 | 14 | 6  | 10 | 38 | 27 | +11 |
|  | 8.   | Sangimignanese   | 33 | 30 | 12 | 9  | 9  | 21 | 18 | +3  |
|  | 9.   | Tuttocuoio       | 30 | 30 | 9  | 12 | 9  | 30 | 28 | +2  |
|  | 10.  | Argentario       | 27 | 30 | 7  | 13 | 10 | 20 | 33 | -13 |
|  | 11.  | Sextum           | 22 | 30 | 5  | 12 | 13 | 22 | 35 | -13 |
|  | 12.  | Sancascianese    | 22 | 30 | 7  | 8  | 15 | 13 | 30 | -17 |
|  | 13.  | Grosseto         | 20 | 30 | 5  | 10 | 15 | 23 | 38 | -15 |
|  | 14.  | Donoratico       | 20 | 30 | 3  | 14 | 13 | 18 | 39 | -21 |
|  | 15.  | Butese           | 20 | 30 | 5  | 10 | 15 | 14 | 35 | -21 |
|  | 16.  | Manciano         | 17 | 30 | 4  | 9  | 17 | 14 | 39 | -25 |

### Spareggio 1º posto
| Squadra 1 | Risultato | Squadra 2 |
| --------- | --------- | --------- |
| Venturina | 4 - 2     | Perignano |

| 1991 | Venturina | 4 – 2 | Perignano |  |

### Verdetti finali
- Venturina ammesso alla finale, perde dopo gli spareggi con Pietrasanta e Sangiovannese.
- Le squadre dal 2º al 5º posto (più perdente tra le prime) vengono ammesse all'Eccellenza.
- Manciano retrocede in Prima Categoria.

## Girone C

### Squadre partecipanti
| Squadra                      | Città                           |
| ---------------------------- | ------------------------------- |
| U.S. Antella                 | Bagno a Ripoli (FI)             |
| Pol. Audax Rufina            | Rufina (FI)                     |
| A.S. Castellina              | Castellina in Chianti (FI)      |
| U.S. Castiglionese           | Castiglion Fiorentino (AR)      |
| A.C. Foiano                  | Foiano della Chiana (AR)        |
| U.S. Castelnuovese           | Castelnuovo dei Sabbioni (FI)   |
| U.S. Cavriglia               | Cavriglia (AR)                  |
| U.S. Cortona Camucia         | Cortona (AR)                    |
| U.S. Grassina                | Grassina (FI)                   |
| A.C. Marino Mercato Subbiano | Subbiano (AR)                   |
| A.C. San Donato in Poggio    | Tavarnelle in Val di Pesa (FI)  |
| A.C. Sangiovannese           | San Giovanni Valdarno (AR)      |
| C.S. San Rocco               | San Rocco a Pilli (SI)          |
| U.S. Sansepolcro             | Sansepolcro (AR)                |
| G.S. Staggia                 | Staggia Senese (SI)             |
| U.S. Tegoleto                | Civitella in Val di Chiana (AR) |

### Classifica finale
|  | Pos. | Squadra                 | Pt | G  | V  | N  | P  | GF | GS | DR  |
|  | ---- | ----------------------- | -- | -- | -- | -- | -- | -- | -- | --- |
|  | 1.   | Sangiovannese           | 41 | 30 | 16 | 9  | 5  | 44 | 18 | +26 |
|  | 2.   | Foiano                  | 41 | 30 | 14 | 13 | 3  | 35 | 19 | +16 |
|  | 3.   | Grassina                | 40 | 30 | 15 | 10 | 5  | 36 | 19 | +17 |
|  | 4.   | Staggia                 | 40 | 30 | 14 | 12 | 4  | 33 | 17 | +16 |
|  | 5.   | Sansepolcro             | 35 | 30 | 11 | 13 | 6  | 32 | 19 | +13 |
|  | 6.   | Castelnuovese           | 34 | 30 | 11 | 12 | 7  | 35 | 28 | +7  |
|  | 7.   | Castellina              | 34 | 30 | 14 | 6  | 10 | 40 | 29 | +11 |
|  | 8.   | Cortona Camucia         | 30 | 30 | 7  | 16 | 7  | 21 | 22 | -1  |
|  | 9.   | Tegoleto                | 27 | 30 | 6  | 15 | 9  | 24 | 27 | -3  |
|  | 10.  | Audax Rufina            | 26 | 30 | 6  | 14 | 10 | 20 | 29 | -9  |
|  | 11.  | Antella                 | 26 | 30 | 8  | 10 | 12 | 24 | 33 | -9  |
|  | 12.  | Castiglionese           | 24 | 30 | 6  | 12 | 12 | 18 | 31 | -13 |
|  | 13.  | Cavriglia               | 23 | 30 | 7  | 9  | 14 | 23 | 37 | -14 |
|  | 14.  | San Donato in Poggio    | 22 | 30 | 6  | 10 | 14 | 28 | 36 | -8  |
|  | 16.  | Marino Mercato Subbiano | 19 | 30 | 5  | 9  | 16 | 22 | 39 | -17 |
|  | 16.  | San Rocco               | 18 | 30 | 4  | 10 | 16 | 19 | 51 | -32 |

### Spareggio 1º posto
| Squadra 1     | Risultato | Squadra 2 |
| ------------- | --------- | --------- |
| Sangiovannese | 2 - 0     | Foiano    |

| Arezzo 12 maggio 1991 | Sangiovannese | 2 – 0 | Foiano | Stadio Città di Arezzo |

### Verdetti finali
- Sangiovannese ammesso alla finale con Pietrasanta e Venturina.
- Le squadre dal 2º al 4º posto (più la perdente spareggio tra le prime) vengono ammesse all'Eccellenza.
- San Rocco retrocede in Prima Categoria.

## Spareggi promozione
| Squadra          | P.ti | G | V | N | P | GF | GS | DR |
| ---------------- | ---- | - | - | - | - | -- | -- | -- |
| 1. Pietrasanta   | 3    | 2 | 1 | 1 | 0 | 2  | 0  | +2 |
| 2. Sangiovannese | 3    | 1 | 1 | 0 | 0 | 1  | 0  | +1 |
| 3. Venturina     | 0    | 2 | 0 | 0 | 2 | 0  | 3  | -3 |

| 19 maggio 1991                             | Pietrasanta | 2 – 1    | Venturina |  |
| \| \| \| \| \| \| Marcatori \| Trentini \| |             |          |           |  |
|                                            |             |          |           |  |
|                                            | Marcatori   | Trentini |           |  |

| 26 maggio 1991 | Venturina | 0 – 1 | Sangiovannese |  |

| 2 giugno 1991 | Sangiovannese | 0 – 0 | Pietrasanta |  |

### Secondo turno
| Squadra 1   | Risultato | Squadra 2     |
| ----------- | --------- | ------------- |
| Pietrasanta | 2 - 0     | Sangiovannese |

| Prato 16 giugno 1991 | Pietrasanta | 2 – 0 | Sangiovannese | Stadio Lungobisenzio |